# Municipio de Derrynane
El municipio de Derrynane (en inglés: Derrynane Township) es un municipio ubicado en el condado de Le Sueur en el estado estadounidense de Minnesota. En el año 2010 tenía una población de 508 habitantes y una densidad poblacional de 5,44 personas por km².

## Geografía
El municipio de Derrynane se encuentra ubicado en las coordenadas 44°29′55″N 93°41′57″O / 44.49861, -93.69917. Según la Oficina del Censo de los Estados Unidos, el municipio tiene una superficie total de 93.41 km², de la cual 92,49 km² corresponden a tierra firme y (0,99 %) 0,92 km² es agua.

## Demografía
Según el censo de 2010, había 508 personas residiendo en el municipio de Derrynane. La densidad de población era de 5,44 hab./km². De los 508 habitantes, el municipio de Derrynane estaba compuesto por el 97,05 % blancos, el 1,38 % eran asiáticos, el 0,79 % eran de otras razas y el 0,79 % eran de una mezcla de razas. Del total de la población el 1,57 % eran hispanos o latinos de cualquier raza.